# Амінахтун Карім Шахарудін
Пані Амінахтун Карім Шахарудін (Aminathun Karim Shaharuddin) — малайзійський дипломат. Надзвичайний і Повноважний Посол Малайзії в Україні (2004—2007).

## Життєпис
Народилася в Негрі Сембілан, Малайзія. Вона має ступінь бакалавра в галузі економіки Університету Малайзії.
На дипломатичній службі більш ніж 32 роки — у Міністерстві закордонних справ Малайзії. Вона працювала на різних посадах у МЗС, включаючи роботу в країнах Південно-Східної Азії, Західної Європи, Африки та Східної Азії, АСЕАН, Протокол і консульська робота. Її перше іноземне призначення було в Канаду, з 1988 по 1991 році, на посаду другого секретаря, а згодом першого секретаря. Вона також служила радником в малайзійському посольстві в Індонезії з 1996 по 2001 рр., Надзвичайний і Повноважний Посол Малайзії в Україні з 2004 по 2007 рр., а також Надзвичайний і Повноважний Посол Малайзії в Хорватії з 2007 по 2011 рр. Обіймала посаду старшого директора Інституту дипломатії та зовнішніх зв'язків, де вона розвивала свої навички в підготовці молодих дипломатів, як місцевих, так і міжнародних. Вона також зіграла важливу роль в плануванні, координації та реалізації Плану перетворення для IDFR.
З 19 січня 2016 — Надзвичайний і Повноважний Посол Малайзії в Канаді.

## Нагороди та відзнаки
- Орден князя Бранимира зі стрічкою від уряду Хорватії (2011)
- Kesatria Мангку Негара (КМН) від уряду Малайзії (2009)
- Darjah Setia Bakti Negeri Sembilan (DBNS) правителем Negeri Sembilan (2016).

## Сім'я
- Чоловік — A G Shaharudin, він навчався в Алгонкін коледж і закінчив з дипломом в області зв'язків з громадськістю в 1990 році, він був також першим неканадським обраним президентом Студентської асоціації Алгонкін-коледж у 1989 році.
- Має четверо дітей і її молодший син Реза Асман, має ступінь бакалавра в області психології в університеті Карлтон, Оттава.